# Parmotrema incrassatum
Parmotrema incrassatum är en lavart som beskrevs av Hale. Parmotrema incrassatum ingår i släktet Parmotrema och familjen Parmeliaceae.   Inga underarter finns listade i Catalogue of Life.